# Zakspeed

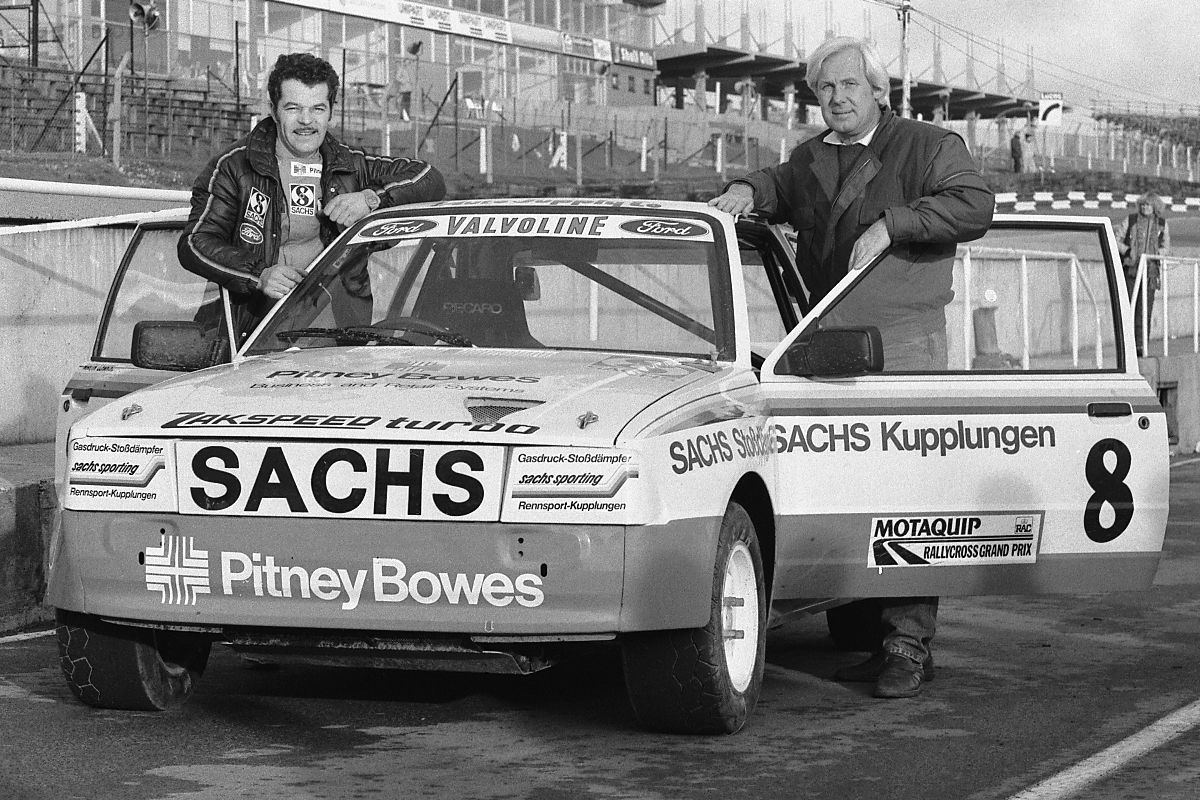
Firmengründer Erich Zakowski (rechts) und der Norweger Martin Schanche beim British Rallycross Grand Prix 1983 in Brands Hatch

Zakspeed ist ein seit 1968 im Automobilrennsport tätiger Rennstall mit Sitz in Niederzissen/Eifel. Gegründet wurde er von dem 2023 verstorbenen Erich Zakowski. Seit den 1990er Jahren leitet der Sohn Peter Zakowski das Team bei internationalen Einsätzen in verschiedenen Rennserien.
Im Januar 2019 stieg auch Philipp Zakowski als Geschäftsführer in das Familienunternehmen ein. Er leitete den Bereich mit Schwerpunkt Marketing/Vertrieb. 2021 verließ er Zakspeed und gründete im Dezember zusammen mit Jörg van Ommen den eigenen Rennstall ZVO Racing.

## Deutsche Rennsportmeisterschaft

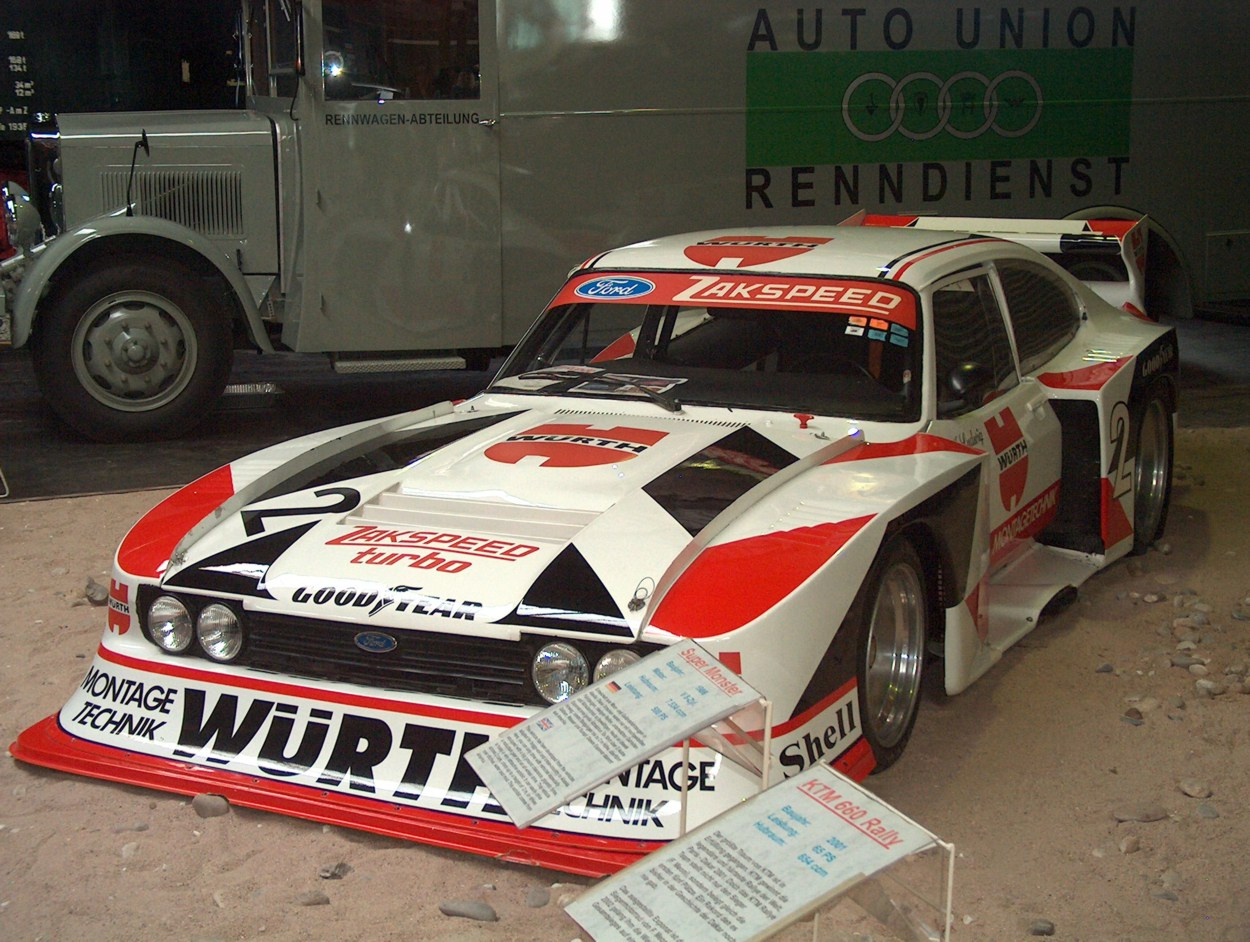
Ford Capri, Zakspeed-Team (Klaus Ludwig), Technikmuseum Sinsheim

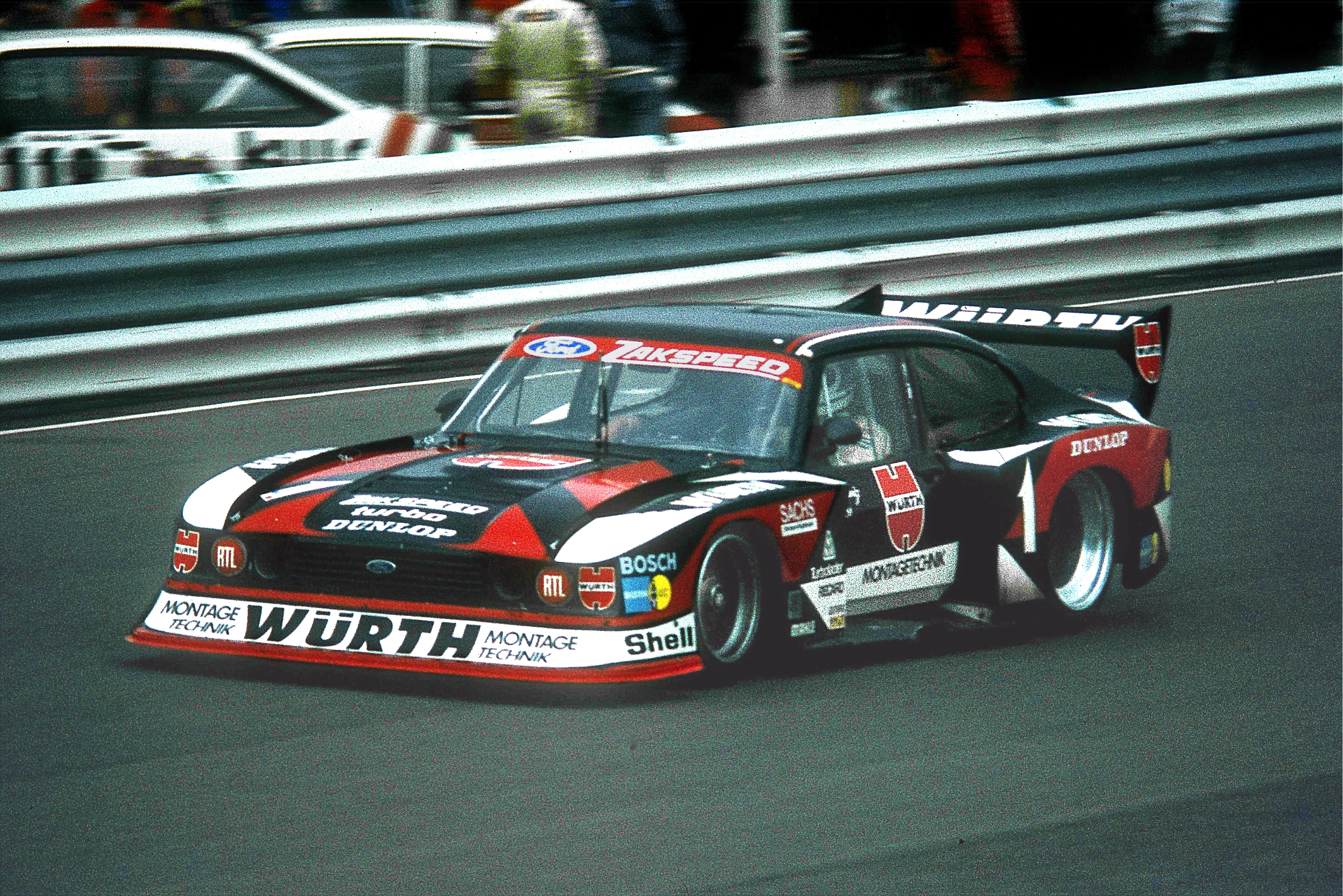
Zakspeed-Capri 1980 auf dem Nürburgring

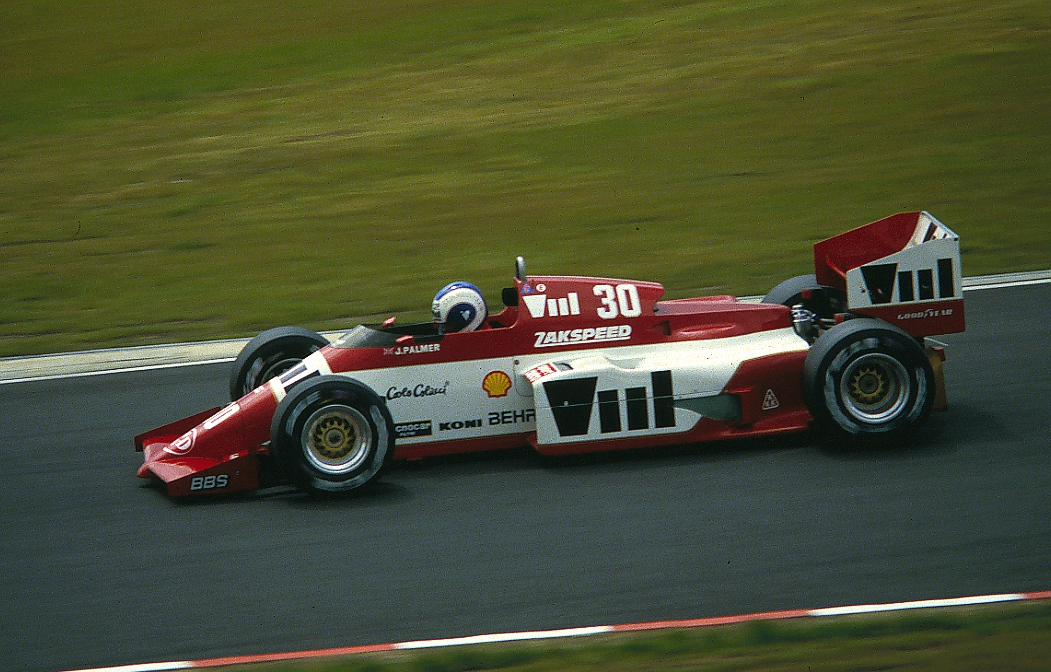
Zakspeed 841 mit Jonathan Palmer

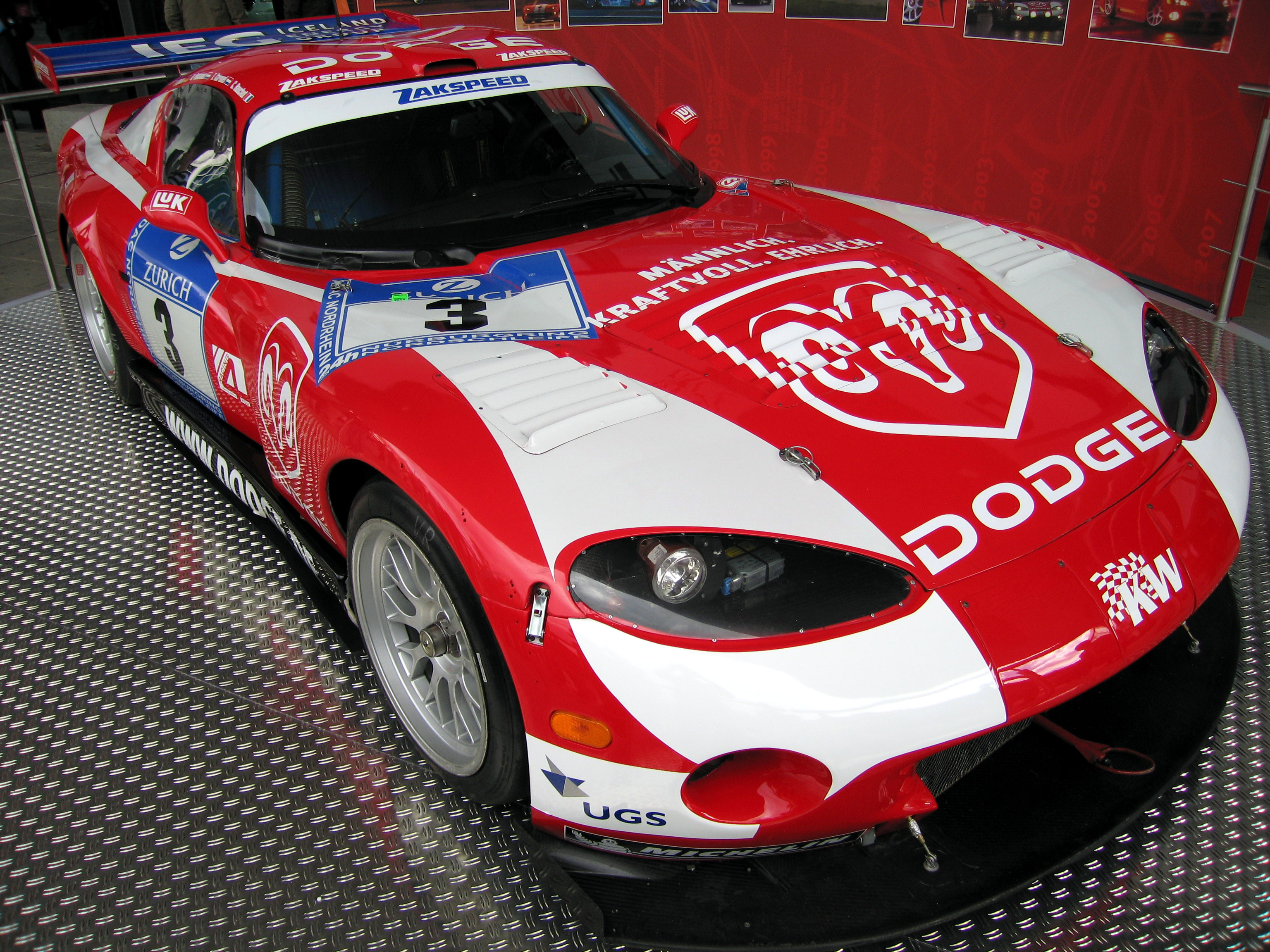
Dodge Viper von 2006

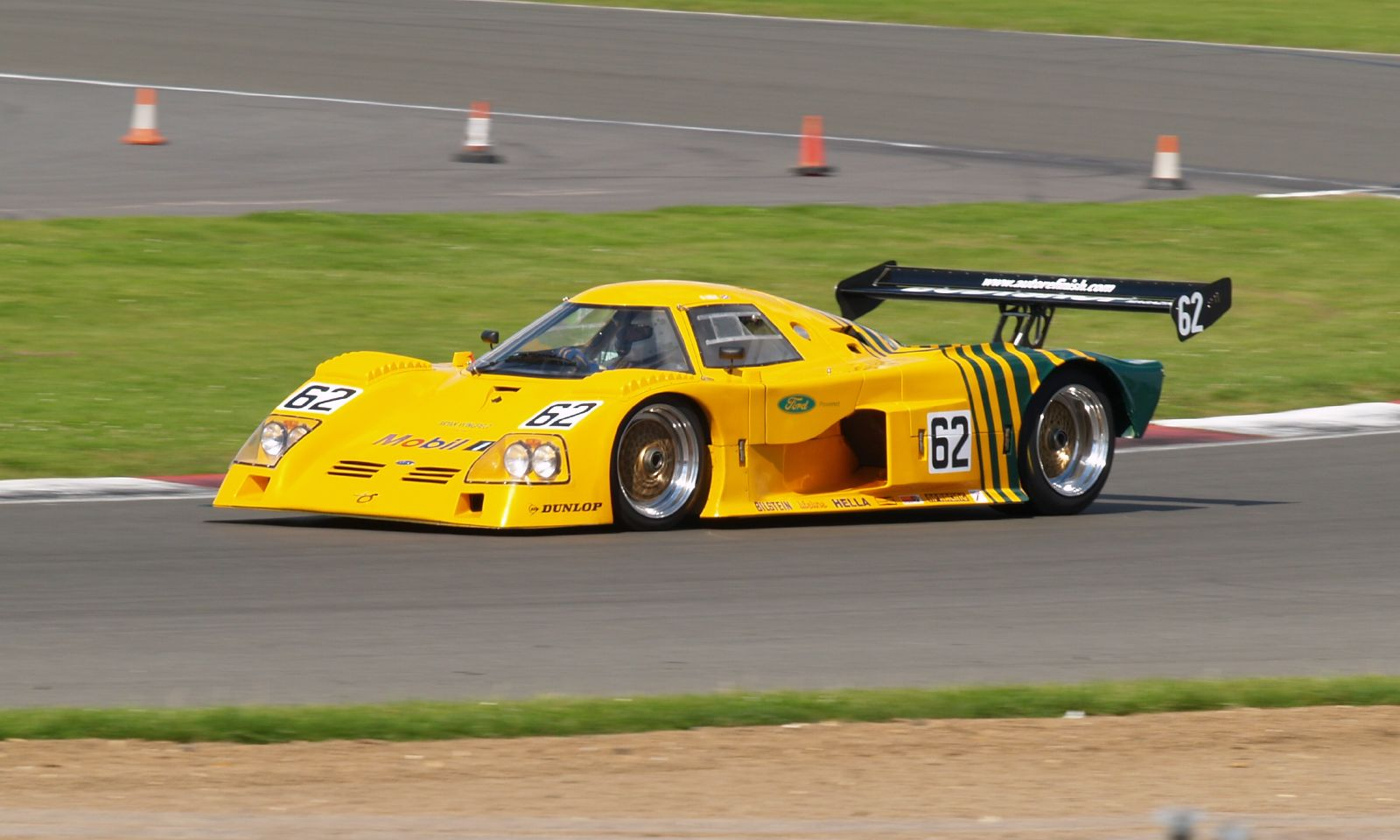
Ford C100

In den 1970er und 1980er Jahren bestritt Zakspeed mit den Ford-Modellen Ford Escort und Capri die Deutsche Rennsport-Meisterschaft (DRM) sehr erfolgreich. Zakspeed gewann in den Jahren 1973 bis 1976 und 1981 den Meistertitel und war damit 1973 und 1974 sogar erfolgreicher als das Ford-Werksteam. Ab Ende der 1970er Jahre waren die reinen Renntourenwagen der Gruppe 5 mit einem selbstentwickelten Vierzylinder-Turbomotor ausgestattet. Die 1,4-Liter-Variante für die sogenannte „kleine“ Division bis 2000 Kubikzentimeter (Turbo-Handicap-Faktor 1,4) leistete etwa 400 PS, die spätere Variante mit etwa 1,7 Liter für die Große Division über 500 PS. Mit solch einem Super-Capri wurde die Nordschleife des Nürburgrings fast so schnell umrundet wie noch einige Jahre zuvor von der Formel 1.
Nach den Regeländerungen durch die FIA 1982 wurden diese Fahrzeuge nutzlos, da in der Deutschen Rennsport-Meisterschaft fortan Sportwagen der Gruppe C fuhren. Zakspeed wechselte zum Ford C100 und setzte den Capri bis 1983 nur noch sporadisch ein.

## Formel 1
Zu Beginn der 1980er-Jahre hoffte Erich Zakowski, von Ford den Auftrag zur Entwicklung eines Turbomotors für die Formel 1 zu erhalten. Letztlich gab Ford aber den Auftrag an das britische Tochterunternehmen Cosworth, das den Motor Anfang 1986 einsatzbereit hatte. Der Motor mit der Bezeichnung GBA kam schließlich 1986 bei Haas und 1987 bei Benetton zum Einsatz. Erich Zakowski entschied sich daraufhin im Sommer 1983, eigenverantwortlich und ohne finanzielle Unterstützung von Ford in die Formel 1 aufzusteigen. Zakspeed entwickelte in den folgenden Monaten einen Turbomotor nach Formel-1-Regeln und ein eigenes Chassis, dessen Prototyp im Sommer 1984 fahrbereit war. Das Formel-1-Debüt vollzog sich 1985. Zakspeed war neben Ferrari das einzige Team, das Chassis und Motor selbst herstellte (hinter dem nominellen Werksteam von Alfa Romeo verbarg sich dagegen der unabhängige Rennstall Euroracing).
Chassisdesigner war der britische Ingenieur Paul Brown, für die Motorenentwicklung war Norbert Kreyer verantwortlich. Zakspeeds erstes Formel-1-Auto, der Zakspeed 841, war bereits im Sommer 1984 entwickelt worden. Aufgrund finanzieller Probleme konnte das Team noch nicht 1984 in die Formel 1 einsteigen. Die Möglichkeit zur Meldung ergab sich erst im Frühjahr 1985, nachdem der Tabakkonzern Reemtsma einen Sponsorvertrag mit dem Team abgeschlossen hatte. Zakspeed warb daraufhin für die Reemtsma-Marke West. Die im April 1985 begründete Verbindung zu West hielt bis 1989 an. Bei Rennen in Ländern, in denen Zigarettenwerbung verboten war, erschienen die rot-weißen Autos in der Folgezeit gelegentlich nicht mit dem West-Logo, sondern mit der Aufschrift „East“, die grafisch im Stil des West-Schriftzugs gehalten war.
Zu der Zeit, als Zakspeed in die Formel 1 einstieg, war die Entwicklung der Turbomotoren – unter anderem durch die dort engagierten deutschen Motorenlieferanten Porsche und BMW – schon weit fortgeschritten, die Leistungen wurden beträchtlich gesteigert. Die besten Turbomotoren erreichten 1985 im Qualifikationstrimm bereits Leistungen von über 1000 PS. Zakspeed geriet gegenüber diesen Hochleistungsmotoren schnell ins Hintertreffen. Den Erfahrungsvorsprung aus den früheren Tourenwagenrennen konnte das Team nicht halten und auch nicht mehr in Erfolge umsetzen. Nennenswerte Erfolge des Rennwagens und seiner Fahrer blieben aus. Die einzigen beiden Punkte der Teamgeschichte holte der Brite Martin Brundle 1987 mit Rang 5 in Imola.
Eine Zeit lang war Zakspeed der einzige Formel-1-Rennstall, der mit Christian Danner einen deutschen Fahrer beschäftigte, nachdem 1985 sowohl Stefan Bellof als auch Manfred Winkelhock bei Sportwagenrennen tödlich verunglückt waren. 1988 und 1989 fuhr der Deutsche Bernd Schneider für Zakspeed in der Formel 1.
Die Formel-1-Saison 1989 stellte einen gravierenden Einschnitt für das kleine Team dar. Erstmals seit Langem waren Turbomotoren verboten. Die Entwicklung eines eigenen Saugmotors kam für Zakspeed unter anderem aus Kostengründen und mangels Erfahrung mit nicht aufgeladenen Motoren nicht in Frage. Statt eines Motors von Cosworth, den 1989 zahlreiche kleine Teams verwendeten, bezog Zakspeed in dieser Saison für den von Gustav Brunner konstruierten Zakspeed 891 exklusiv einen neu entwickelten Achtzylindermotor von Yamaha. Der Motor erwies sich als leistungsschwach und unausgereift; insbesondere fehlte es an der erforderlichen Zuverlässigkeit. Zakspeed hatte keinen Einfluss auf die Entwicklung des Motors; das Team musste die Produkte so verwenden, wie sie aus Japan geliefert wurden. Die mangelnde Konkurrenzfähigkeit des Motors führte dazu, dass sich Zakspeeds Fahrer Bernd Schneider nur für zwei Rennen qualifizieren konnte; sein Teamkollege Aguri Suzuki verpasste bei jedem Großen Preis die Vorqualifikation. Damit war Zakspeed nach EuroBrun das schlechteste Team des Jahres 1989.
Ende 1989 kündigte West die Unterstützung des Teams auf. Yamaha war bereit, das Team auch 1990 kostenlos mit Motoren zu beliefern. Zakspeed nahm daraufhin im Januar 1990 mit einem kaum modifizierten 891-Chassis an den Testfahrten in Le Castellet teil. Auch hier kam das Team jedoch kaum zum Fahren, da die Zuverlässigkeitsprobleme des Motors nach wie vor bestanden; insbesondere defekte Benzinpumpen verursachten lange Standzeiten. Nach den enttäuschenden Ergebnissen der Testfahrten sprangen die letzten Sponsoren ab, sodass ein erneutes Engagement 1990 nicht zu finanzieren war. Zakspeed meldete sich daraufhin nicht mehr für die neue Formel-1-Saison. Da auch Zakspeeds Konkurrent Rial Racing nicht mehr antrat, lief die Weltmeisterschaft 1990 erstmals seit 1977 ohne ein deutsches Team ab.

## DTM und Langstreckenrennen
In den 1990er Jahren setzte Zakspeed in der DTM Tourenwagen von BMW, Mercedes und Opel ein. 1998 wurden in der FIA-GT-Meisterschaft zwei Porsche 911 GT1 an den Start gebracht.
Peter Zakowski war schon zuvor als Nachwuchsrennfahrer unter anderem in der Formel 3 zu einigen Erfolgen gekommen und nahm immer wieder siegreich auf der Nordschleife des Nürburgrings an der BFGoodrich Langstreckenmeisterschaft und dem 24-Stunden-Rennen teil, unter anderem mit einem ehemaligen DTM-Mercedes-Benz W 201.
Ab 1999 wurden bei den Langstreckenrennen auf dem Nürburgring deutlich schnellere Fahrzeuge als vorher zugelassen, nachdem jahrelang nur relativ unspektakuläre seriennahe Tourenwagen erlaubt waren. Peter Zakowski brachte daraufhin eine Chrysler Viper GTS-R an den Start, die das französische Team „ORECA“ nach GT2-Reglement für die FIA-GT-WM aufgebaut hatte. In der Saison 1999 gewann die Viper alle Rennen überlegen, wonach dieser reinrassige Gran-Turismo-Sportwagen mit dem Achtliter-V10 vom Regelwerk durch verschiedene Maßnahmen eingebremst wurde. Durch den Einsatz der Viper wurden die Rennen für Fans und somit auch Sponsoren interessanter; andere Teams rüsteten ebenso auf, insbesondere mit den Varianten des neuen wassergekühlten Porsche 996 GT3.
Beim 24-Stunden-Rennen 2000 musste sich die mit viel Ballast beschwerte „Schlange“ zwar einem vom Werk unterstützten Porsche beugen, aber bei den 24-Stunden-Rennen 2001 und 2002 gewann die Viper erneut.
2003 traten auch Opel als Werksteam und Abt-Audi mit DTM-Fahrzeugen sowie BMW mit einem M3 GTR V8 an. Im Gegensatz zu diesen Teams erlaubte man der Chrysler Viper von Zakspeed allerdings keine Tankkapazität von 120 Litern. Peter Zakowski, der schon öfters als „Schlitzohr“ in Erscheinung getreten war, wollte zuerst einen komplett auswechselbaren Tank einbauen, der die Zeit für die Tankstopps deutlich verkürzt hätte (im Gegensatz zu den speziellen Hochdruck-Tankanlagen bei der Formel 1 kommen bei Langstreckenrennen auf dem Nürburgring die normalen, relativ langsamen Zapfsäulen zum Einsatz).
Nachdem dieser Tankwechsel aus Sicherheitsgründen untersagt beziehungsweise der Reglementpassus bezüglich des Tankeinbaus geändert wurde (was auch Konsequenzen für andere Teams hatte), brachte Zakspeed den V10-Boliden nun als „Dodge Viper“ an den Start, um die Sonderregelungen für die „Chrysler Viper“ zu umgehen. Dies wurde bei der Ausstellung des Wagenpasses zunächst zwar akzeptiert, aber als die Viper im Rennen mehr als die zugestandenen 90 Liter tankte, wurden Strafen verhängt beziehungsweise das Team am Ende wegen falscher Tankgröße disqualifiziert.
In dem darauffolgenden Jahr 2004 setzte Zakspeed eine „Kunden-Viper“ in der VLN und beim 24-Stunden-Rennen ein. Fahrer waren Werner Mohr, Hans-Peter Huppert-Nieder und die beiden Instruktoren der Zakspeed-Nürburgring-Rennfahrerschule Markus Großmann und Andreas Gülden (auch bekannt als „Viper-Andy“). Allerdings fiel der Wagen nach einem Ölpumpendefekt in der Nacht aus und erreichte nach einer Aufholjagd noch den 112. Gesamtrang. Zudem wurde ein modifizierter V8-Star eingesetzt. Diesen pilotierten die Profis Altfrid Heger, Sascha Bert und Donny Crevels, die am Ende den 23. Gesamtrang erreichten.
2005 wurde der maximale Hubraum auf 6200 Kubikzentimeter (3600 mit Turbo) begrenzt. Zakspeed reduzierte die Zylinderzahl auf acht und setzte in der VLN weiter auf die „Kunden-Viper“ mit Werner Mohr, Hans-Peter Huppert-Nieder und Markus Großmann, die verstärkt durch Andreas Gülden auch das 24-Stunden-Rennen 2005 gemeinsam antraten. Hierbei verunfallte die Viper allerdings in der Nacht schwer. Später stellte sich heraus, dass das Auto irreparabel zerstört war. Außerdem setzte Zakspeed 2005 erstmals eine Viper ein, die von Dodge offiziell unterstützt wurde. Mit den Fahrern Peter Zakowski, Robert Lechner und Sascha Bert erreichte das Team hinter den beiden Werks-BMW den dritten Gesamtrang.
Das Jahr 2006 brachte nicht viel Neues. Die „Kunden-Viper“, die nun das Auto war, welches im letzten Jahr den dritten Gesamtrang bei den 24 Stunden erreichte, fuhr die gesamte VLN-Saison. Hierbei verbuchte Zakspeed mit dem dritten Gesamtrang der Fahrer Werner Mohr, Hans-Peter Huppert-Nieder, Christopher Gerhard und Dirk Riebensahm bei den 24 Stunden den größten Erfolg in der bisherigen Kundensport-Historie. Auch werksseitig war Zakspeed wieder am Start. Eine Viper kaufte ORECA, und außerdem fuhren in diesem Jahr Peter Zakowski, Sascha Bert und Patrick Huisman. Allerdings schied die Mannschaft in der Nacht nach Temperaturproblemen und einem darauf folgenden Getriebeschaden vorzeitig aus.
Das Jahr 2007 war wieder ein sehr erfolgreiches. Die Kundenviper startete erneut in VLN- und im 24-Stunden-Rennen. Die rote werksunterstütze Viper GTS-R erreichte nach einem chaotischen 24-Stunden-Rennen mit den Fahrern Duncan Huisman, Tom Coronel, Patrick Simon und Christophe Bouchut den zweiten Gesamtrang; die Kunden-Viper fiel früh mit Motorschaden aus.
Für das Jahr 2009 hatte Zakspeed eine Viper nach neuem SP9-Reglement vorbereitet, die beim ersten VLN-Rennen die schnellste Rundenzeit erzielte.

## Fahrer in der DTM
| 1987 | BMW M3                                                       | Marc Hessel      | Eric van de Poele |                    |            |
| 1988 | BMW M3                                                       | Frank Schmickler | Markus Oestreich  | Annette Meeuvissen |            |
| 1989 | BMW M3 Evo                                                   | Steve Soper      | Dieter Quester    | Kris Nissen        |            |
| 1990 | BMW M3 Evo                                                   | Dieter Quester   | Armin Hahne       | Annette Meeuvissen |            |
| 1991 | Mercedes 190E 2.5-16 Evo2                                    | Fabien Giroix    | Roland Asch       | Michael Schumacher |            |
| 1992 | Mercedes 190E 2.5-16 Evo2                                    | Roland Asch      | Kurt Thiim        | „John Winter“      |            |
| 1993 | AMG-Mercedes 190E Klasse 1 / AMG-Mercedes 190E 2.5-16 Evo II | Kurt Thiim       | Jörg van Ommen    |                    |            |
| 1994 | AMG Mercedes C-Klasse                                        | Kurt Thiim       | Jörg van Ommen    |                    |            |
| 1995 | Mercedes C-Klasse V6                                         | Sandy Grau       | Kurt Thiim        | Louis Krages       | Ellen Lohr |
| 1996 | Opel Calibra V6                                              | Uwe Alzen        | Klaus Ludwig      | Volker Strycek     |            |

## Überblick Ergebnisse Zakspeed Viper beim 24-Stunden-Rennen
| Jahr | Platzierung                     | Fahrer                                     |
| ---- | ------------------------------- | ------------------------------------------ |
| 1999 | Gesamtsieg:                     | Zakowski, Tiemann, Duez, Ludwig            |
| 2000 | 2. Gesamtrang:                  | Zakowski, Huismann, Beltoise               |
| 2001 | Gesamtsieg:                     | Zakowski, Lamy, Bartels                    |
| 2002 | Gesamtsieg:                     | Zakowski, Lamy, Lechner                    |
| 2003 | Disqualifikation:               | Zakowski, Lamy, Lechner                    |
| 2004 | nach Problemen 112. Gesamtrang: | Mohr, Huppert-Nieder, Großman, Gülden      |
| 2005 | 3. Gesamtrang:                  | Zakowski, Lechner, Bert                    |
| 2006 | 3. Gesamtrang:                  | Mohr, Huppert-Nieder, Riebensahm, Gerhardt |
| 2007 | 2. Gesamtrang:                  | Huismann, Coronel, Bochout, Simon          |
| 2008 | Ausfall:                        | Huismann, Coronel, Bochout, Bert           |

## Champ Cars
Im Jahr 2001 kehrte Zakspeed kurzzeitig in den Formel-Rennsport zurück und wagte in Zusammenarbeit mit Forsythe Championship Racing. einen Vorstoß in die Champ-Car-Serie in den USA.

## Historische Rennen
Vereinzelt nimmt Zakspeed an historischen Events teil. 2013 ging Zakspeed beim Goodwood-Festival an den Start sowie beim Oldtimer Grand Prix (Nürburgring) und beim Event auf Schloss Dyck.

## Restaurationsarbeiten
Zakspeed beschäftigt sich neben dem Rennsport auch mit der Aufbereitung historischer Fahrzeuge.

## VLN und 24-Stunden-Rennen
Seit 2015 nimmt Zakspeed wieder regelmäßig an VLN-Läufen und dem 24-Stunden-Rennen vom Nürburgring teil. 2016 wurde neben einem Mercedes-AMG GT3 auch erstmals ein Nissan GT-R Nismo GT3 zum Einsatz gebracht. Fahrer waren unter anderem Sebastian Asch, Luca Ludwig, Kenneth Heyer, Daniel Keilwitz, Tom Coronel, Florian Strauß und Marc Gassner.

## ADAC GT Masters
Seit 2012 ist Zakspeed im ADAC GT Masters aktiv. Während man bereits im Jahr 2009 einige Gaststarts absolvierte und im Jahr 2012 als Einsatz- und Support-Team fungierte, entschied sich Peter Zakowski für einen permanenten Start im ADAC GT Masters ab 2014. Mit dem Piloten Luca Ludwig – Sohn von Klaus Ludwig – belegte Zakspeed am Ende des Jahres Platz elf der Fahrerwertung.
Nur ein Jahr (2015) später gelang es Zakspeed zusammen mit Sebastian Asch und Luca Ludwig, den Fahrertitel zu erlangen.
2016 startete Zakspeed erstmals mit zwei Mercedes AMG-GT3, während man in den beiden Vorjahren auf das alte Modell, den Mercedes-Benz SLS GT3 setzte, an den Start zu gehen. Während die Fahrerpaarung Asch/Ludwig die komplette Saison bestritt, musste sich der Zakspeed-Youngster Nikolaj Rogivue das Cockpit abwechselnd teilen: Erst mit Felix Rosenqvist, der im Laufe der Saison in die DTM wechselte, und anschließend mit Nicolai Sylvest. Für die Titelverteidigung reichte es am Ende nicht. Jedoch konnten Nicolai Sylvest / Nikolaj Rogivue als Neulinge einige beachtliche Podestplatzierungen erzielen.
In der Saison 2017 ist Zakspeed ebenfalls wieder in der GT-Serie an den Start gegangen. Fahrer waren Luca Ludwig / Luca Stolz sowie Nikolaj Rogivue / Nicolai Sylvest, wobei Rogivue am Sachsenring von Yelmer Buurman vertreten wurde.

## Blancpain GT Series
2016 absolvierte Zakspeed einige Gaststarts im Blancpain GT Series Endurance Cup. Beim Heimspiel auf dem Nürburgring pilotierte das Fahrertrio Sebastian Asch, Luca Ludwig und Nikolaj Rogivue den Zakspeed Mercedes-AMG GT3.
Für die Saison 2017 plant Zakspeed ebenfalls wieder im Blancpain GT Series Endurance Cup an den Start zu gehen.